# Gare de Berlin Landsberger Allee
La gare de Berlin Landsberger Allee est une gare ferroviaire du S-Bahn de Berlin, situé sur la Ringbahn dans le quartier de Prenzlauer Berg, dans la rue du même nom. La gare est proche du Velodrom. Elle est aussi un pôle d'échange aux lignes du tramway de Berlin.

## Histoire
La gare de la Ringbahn de Berlin ouvre le 1er mai 1875. En plus d’une plate-forme, il y a un bâtiment de réception avec une façade en brique (klinker) et un accès fixe à la plate-forme. Avec la mise en service du tramway de Berlin à l'ancienne la commune périphérique de Hohenschönhausen, le 21 octobre 1899, un transfert vers la ligne de tramway au-dessus est opéré. Le trésor public des Chemins de fer d'État de la Prusse a garanti l’utilisation du pont de la Ringbahn pour une durée indéterminée à la société exploitante du tramway moyennant une redevance annuelle.

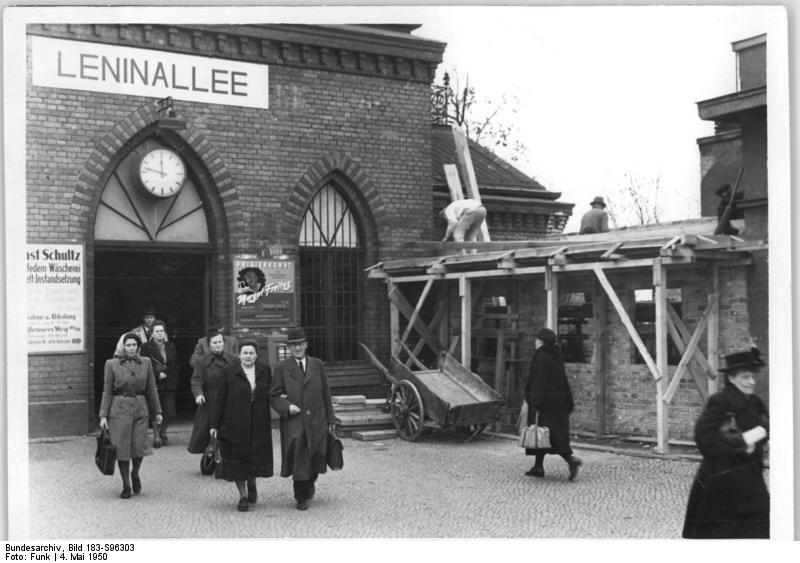
Entrée de la gare renommée, en 1950.

Après la Seconde Guerre mondiale, la gare se trouvait à Berlin-Est. Le bâtiment était gravement endommagé par le bombardement de Berlin, mais peut toujours être utilisé après des réparations. En 1950, comme la Landsberger Allee est rebaptisée Leninallee, la station est renommée aussi. Un an plus tard, la station a un deuxième accès depuis la Storkower Straße à l'extrémité nord.
En 1968, le bâtiment d'accueil délabré doit être démoli et remplacé par un nouveau bâtiment simple. Cette entrée est démolie à la fin des années 1980, mais la plate-forme reste accessible de part et d'autre de la rue depuis Landsberger Allee et depuis le tramway, qui passe sur le même pont. Bien que de vastes zones soient reconstruites à côté des entrées à la fin des années 90, la situation en matière d’accès continue d’exister. En 1992, la station est renommée Landsberger Allee.
À l'occasion de la candidature de Berlin aux Jeux olympiques d'été de 2000, le sénat de Berlin fit construire le vélodrome et le centre nautique de l'Europasportpark à proximité de la gare et fait démolir l'ancienne Werner-Seelenbinder-Halle, une salle de sport érigée en 1950. Avec leur ouverture, un autre accès souterrain aux deux installations est réalisé vers la plate-forme.

## Service des voyageurs

### Intermodalité

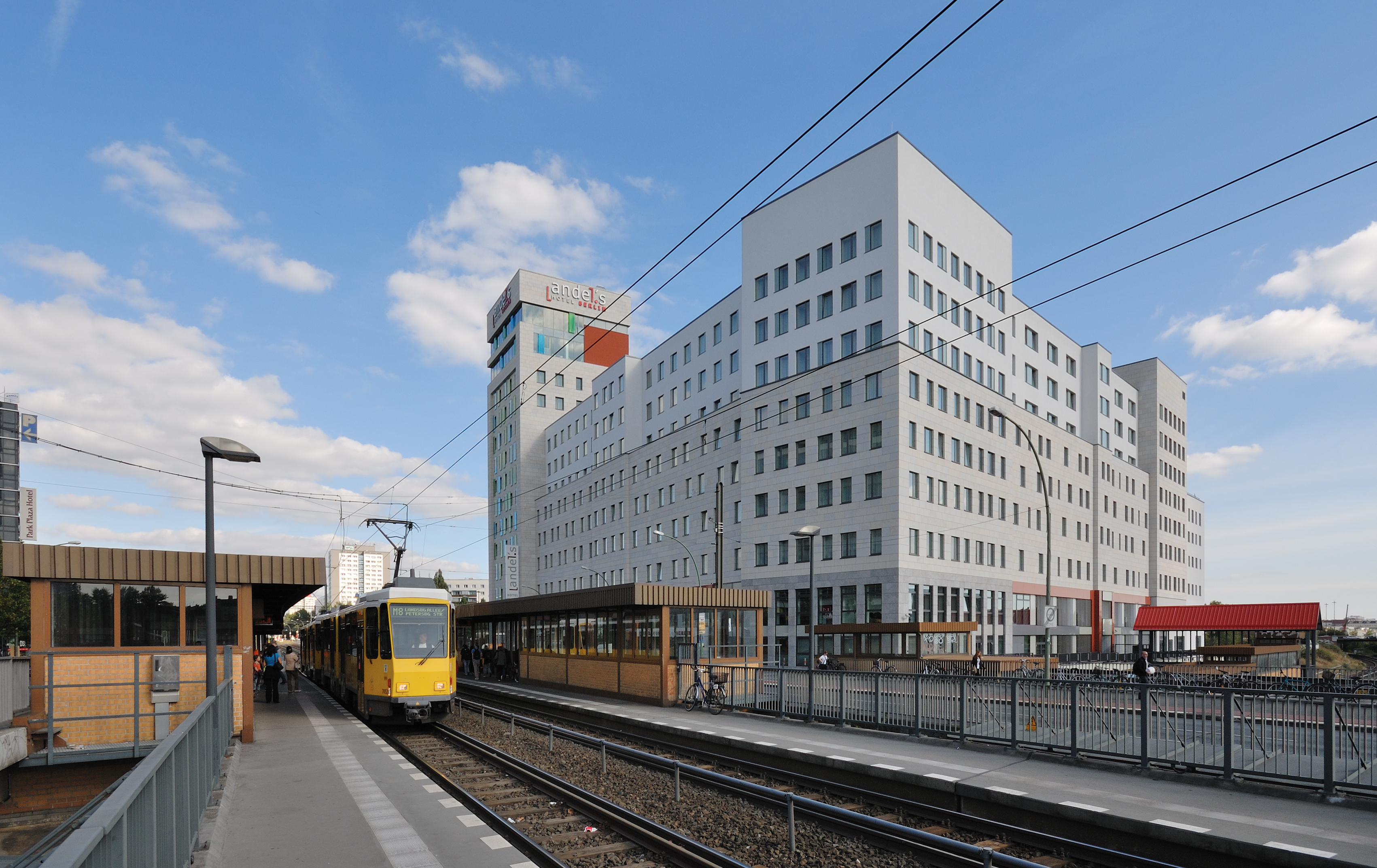
Station du tramway.

La gare est en correspondance avec les lignes  M5, M6 et M8 du tramway de Berlin.